# Wendy Prausa
Wendy Prausa (* 29. September 1960 in Atlanta als Wendy White) ist eine ehemalige US-amerikanische Tennisspielerin.

## Karriere
Während ihrer Tennislaufbahn gewann sie einen Einzel- und drei Doppeltitel auf der WTA Tour.

## Turniersiege

### Einzel
| Nr. | Datum           | Turnier | Kategorie | Belag           | Finalgegnerin  | Ergebnis      |
| --- | --------------- | ------- | --------- | --------------- | -------------- | ------------- |
| 1.  | 26. Januar 1986 | Wichita | WTA       | Teppich (Halle) | Betsy Nagelsen | 6:1, 6:7, 6:2 |

### Doppel
| Nr. | Datum         | Turnier         | Kategorie         | Belag             | Partnerin        | Finalgegnerinnen             | Ergebnis      |
| --- | ------------- | --------------- | ----------------- | ----------------- | ---------------- | ---------------------------- | ------------- |
| 1.  | Oktober 1981  | Deerfield Beach | WTA Toyota Series | Hartplatz         | Mary-Lou Piatek  | Pam Shriver Paula Smith      | 6:1, 3:6, 7:5 |
| 2.  | November 1983 | Deerfield Beach | WTA               | Hartplatz         | Bonnie Gadusek   | Pam Casale Mary-Lou Piatek   | 6:1, 3:6, 6:3 |
| 3.  | Februar 1990  | Oklahoma City   | WTA Tier IV       | Hartplatz (Halle) | Mary-Lou Daniels | Manon Bollegraf Lise Gregory | 7:5, 6:2      |

## Persönliches
Wendy White heiratete im Mai 1990 den Versicherungsmakler Scott Prausa.